# Franz Kamphaus
Franz Kamphaus (ur. 2 lutego 1932 w Lüdinghausen, zm. 28 października 2024 w Aulhausen) – niemiecki duchowny rzymskokatolicki, w latach 1982-2007 biskup diecezjalny Limburga. 

## Życiorys
Święcenia kapłańskie przyjął 21 lutego 1959 w diecezji Münster, udzielił ich mu ówczesny ordynariusz tej diecezji Michael Keller. 3 maja 1982 papież Jan Paweł II mianował go biskupiem Limburga. Sakry udzielił mu 13 czerwca 1982 kardynał Joseph Höffner, arcybiskup metropolita Kolonii. 2 lutego 2007 osiągnął biskupi wiek emerytalny (75 lat) i tego samego dnia zrezygnował ze stanowiska. Od tego czasu pozostawał jednym z biskupów seniorów diecezji. 